# Slaget ved Königgrätz
Slaget ved Königgrätz var det afgørende slag i den Preussisk-østrigske krig. Det udkæmpedes den 3. juli 1866 i nærheden af fæstningen Königgrätz ved landsbyen Sadowá mellem kongeriget Preussen på den ene side mod Østrig og Sachsen på den anden.
Slagmarken var omkring 10 km lang og fem km bred. Her kæmpede over 400.000 soldater. Slagets centrum var de strategisk vigtige bakker Svib ved Máslojedy og Chlum.
Som følge af sejren blev Preussen den førende magt i Tyskland, og Bismarck kunne gennemføre "den lilletyske løsning". Slaget var en forudsætning for etableringen af det tyske kejserrige i 1871.

## Forhistorie
Efter Napoleonskrigene blev magtbalancen mellem europæiske stater genoprettet på Wienerkongressen i 1814-1815. På ruinerne af det tysk-romerske rige opstod det Tyske forbund som et løst statsforbund med Østrig. Årsagen til den preussisk-østrigske krig skulle findes i, at spændingerne mellem Preussen og Østrig om herredømmet i det tyske forbund blev stadig større, ikke mindst som følge af Preussens unionspolitik. Den direkte anledning til krigen var uenighed om herredømmet over de fælles hertugdømmer Slesvig og Holsten efter krigen i 1864 mod Danmark. I 1865 blev modsætningerne i første omgang bilagt i Gastein-aftalen. Da Preussen i strid med aftalen besatte Holsten, forlangte Østrig den tyske forbundshær mobiliseret. Herefter trådte Preussen ud af det tyske forbund og erklærede Østrig krig den 19. juni 1866.
Bayern, Hannover, Sachsen, Württemberg, Baden og en række tyske småstater sluttede sig til Østrig.
De thüringske småstater (Augusta von Sachsen-Weimar-Eisenach var gift med den preussiske konge), nogle nordtyske stater samt Kongeriget Italien, som i tilfælde af en sejr skulle have provinsen Veneto omkring Venedig fra Østrig, sluttede sig til Preussen.

## Militærhistorisk betydning
Betydningen af slaget ved Königgrätz skal i almindeligt politisk og i militærstrategisk perspektiv ses som en milepæl i udviklingen i Europa. Med Königgrätz begynder massehærene, som med de nye jernbaner hurtigt og let kunne manøvreres rundt, og i modsætning til Napoleonskrigene gennemførtes slag udelukkende med brug af skydevåben. Brugen af bajonetten som det afgørende våben i kamp mand-mod-mand, var forældet i takt med den trinvise overgang til automatiserede håndskydevåben. Samtidig benyttes opgavetaktik, som havde rødder til Frederik den stores og Napoleons videreudvikling af taktikken, der indebar at de enkelte officerer fik større selvstændighed til udførelsen af de overordnede mål, som blev udstukket af hærchefen. De kunne tilpasse kampindsatsen efter terrænforholdene. Nu kunne selv kompagnichefer (officerer med rang af kaptajn eller løjtnant) i tvivlstilfælde selv træffe beslutninger uden at frygte for at blive straffet for lydighedsnægtelse.
Næsten vigtigere var mobiliseringen af store troppestyrker ved hjælp af de moderne jernbaner. Den preussiske generalstabschef Helmuth von Moltke anvendte konsekvent jernbanerne til at gennemføre sine komplicerede opmarchplaner, som var baseret på præcis overholdelse af udstukne tidsrammer. Clark  mener imidlertid, at Moltkes omfattende logistiske planlægning nær havde styrtet Preussen i ulykke, da forsyningerne først ankom, da slaget ved Königgrätz allerede var vundet.
Lige så banebrydende virkede fornyelsen af den traditionelle militære kommunikation. Den ridende kurér blev i stigende grad afløst af telegrafi og fjernskrivere. Alt det blev første gang anvendt i det politisk betydningsfulde slag ved Königgrätz, og deres betydning blev bekræftet.
Alle disse tendenser havde vist sig i den amerikanske borgerkrig (1861-1865). I den havde Preussen militærobservatører, som fulgte Nordstaterne i borgerkrigen, hvor de iagttog brugen af jernbaner, telegraf og moderne våben.
Desuden brugte den preussiske hær bagladegeværer for første gang i et stort slag. De var hurtigere end forladegeværerne og kunne lades af liggende soldater. Sekondløjtnant i 3. garderegiment til fods Paul von Hindenburg betegnede i sin øjenvidneskildring virkningen af bagladegeværerne som "frygtelig".

## Forløb
Tre uger efter den preussiske indmarch i Bøhmen havde den nordlige k.u.k. armé stærkt brug for en sejr. Ved Sadowa (nu: Sadová) forsøgte den østrigske øverstkommanderende "Generalfeldzeugmeister" Ludwig von Benedek at sejre. Benedek havde allerede gjort erfaringer med den preussiske tændnålsgeværer og besluttede sig for at etablere stillinger på en række små bakker mellem Bistritz og Elben i nærheden af fæstningen Königgrätz. Han satsede på, at infanteri i faste stillinger, og artilleri, som skød over faste afstande, kunne bremse den preussiske fremmarch, og holdt en tredjedel af sin hær – ca. 60.000 mand og 320 kanoner – i reserve for at kunne gennemføre et modangreb. Det ville han gennemføre, så snart det preussiske angreb var gået i stå.
På preussisk side havde generalstabschefen Helmuth von Moltke planlagt en knibtangsmanøvre. Moltkes slagplan var, som han selv sagde: "yderst enkel". Han byggede på det simple, men i gennemførelsen bestemt problematiske princip: "Adskilt marchere, forenet slås!. Således satte den preussiske overkommando i slutningen af juni 1866 tre armeer i bevægelse: Den 1. armé under prins Friedrich Karl af Preussen, den 2. under dennes fætter, kronprins Friedrich-Wilhelm og Elbenarmeen under general Herwarth von Bittenfeld – som i en stor bue skulle indkredse de østrigske styrker og rive dem op, hvorefter den 1. armé skulle binde østrigerne i vest og den 2. og Elbenarmeen indeslutte østrigerne fra nord og syd.
Efter flere kampe, hvor preusserne sejrede i de fleste i det bøhmiske højland ved Prag mellem den 26. juni og 3. juli, kom det i de tidligere morgentimer den 3. juli til et sammenstød ved Svíb ved Sadová.
Slaget begyndte i kraftig regn. Fortroppen fra 1. armé blev indviklet i en artilleriduel med artilleriet fra det østrigske 10. korps. Da preusserne forsøgte at overskride Bistritz blev de beskudt fra højre side af to østrigske korps, som prøvede at markere sig i slaget. Uden at bemærke 2. preussiske armé, som var i anmarch, forlod Tassilo Festetics med 4. korps og Thun med 2. korps deres stillinger og rykkede vestpå, hvorved der opstod et hul i det østrigske forsvar i nordlig retning, dvs. netop der hvorfra 2. armé kom. I den sydlige ende af fronten overskred Elbenarmeen Bistritz om morgenen og stødte derpå mod øst, hvorved dele af 8. østrigske korps blev slået på flugt, og den saksiske hær blev trængt tilbage om eftermiddagen, inden presset ebbede ud.
I centrum blev Thun og Festetics indviklet i svære kampe i Swiepskoven. I begyndelsen havde østrigerne kun den 1. preussiske armé foran sig, kronprinsens enheder var endnu i anmarch. Senere voksede presset time for time på de talmæssigt underlegne preussere på stedet. Den 7. preussiske infanteridivision under generalmajor Eduard Friedrich Karl von Fransecky med især det 2. magdeburgske infanteriregiment nr. 28 forskansede sig i Swiepskoven og forsøgte i en frygtelig kamp at afværge to østrigske korps offensiv. På fløjene besatte preusserne skovene ved Swiep. Uden artilleriforberedelse og hærledelsens vidende forsøgte østrigerne under grev Festetics at generobre skoven. Der udbrød en kraftig kamp om den, hvor den 7. preussiske division ganske vist blev revet op, men de østrigske tab var omtrent lige så store, og den højre østrigske flanke forblødte. De østrigske generaler følte sig allerede sikre på sejren, og i det preussiske hovedkvarter hørtes den første utilfredshed med den excentriske Moltkes uortodokse opmarchplan. Selv kong Wilhelm 1. og hans ministerpræsident Bismarck frygtede for et nederlag. Da dukkede hen ad middag det 1. garderegiment til fods op på højde med den overfor den preussiske generalstab liggende landsby Horenowes . Det var fortroppen af det til 2. armé hørende preussiske gardekorps – kronprinsens armé var ankommet og tog sammen med de fra sydvest angribende divisioner nr. 14, 15 og 16 fra Elbenhæren de østrigske tropper, som i Swiepskoven havde bidt sig fast i den ensomme preussiske division, under beskydning.
Hen ad klokken 13, da Benedek ville give ordre til indsættelse af reserven, fik han en nyhed nordfra. Den preussiske garde – en del af den 2. armé – angreb Chlum. De østrigske stillinger i Swiepskoven brød sammen. Thun gav ordre til sit korps om at trække sig tilbage over Elben, hvorved den østrigske stilling blev endnu mere udsat. Benedek selv anførte en infanteribrigade i et virkningsløst modangreb. Den østrigske reserve angreb i nord, og det lykkedes næsten at generobre Chlum i nærkampe, men de blev bremset kort før målet. Til sidst angreb det østrigske kavaleri uden succes. Modangrebet var dermed afsluttet. Da et omringning af hele den østrigske armé truede, opgav von Benedek hen ad kl. 16 slaget og gav ordre til tilbagetrækning til Königgrätz. Tropperne blev forfulgt af preussisk kavaleri. Det østrigske artilleri skød kraftigt hen over vejen til Königgrätz og dækkede dermed hærens tilbagetog.

## Konsekvenser
Betydningen af slaget var tydeligt. Det andet franske kejserdømme så, at der var en mægtig ny nabo i støbeskeen under preussisk ledelse. For at hindre tysk samling hørtes snart slagordet Revanche pour Sadowa!. Det var målet at kvæle den nye nabo i fødslen.
Slaget fik også fatale følger for det østrigske kejserdømme. Trods sejrene i Slaget ved Custoza (24. juni) og Søslaget ved Lissa (20. juli) mod italienerne, som var trådt ind i krigen på preussisk side, så kejser Franz Joseph sig efter det katastrofale nederlag ved Königgrätz tvunget til at kapitulere og afstå Veneto til Napoleon 3., som overdrog området til Italien. Østrig trådte også ud af det tyske forbund, og Preussen annekterede Slesvig-Holsten, Hannover, Kurhessen, Nassau og Frankfurt og etablerede det Nordtyske forbund. Den 26. juli 1866 blev den foreløbige fred i Nikolsburg afsluttet. Den blev fulgt af den endelige fredsslutning i Prag den 23. august 1866.
Den østrigske øverstbefalende var en dygtig strateg, men han havde forsøgt at undslå sig fra posten som øverstbefalende for nordarmeen, da han ikke havde erfaring med forholdene i Bøhmen, og da nordarmeen var i yderst ringe tilstand, hvilket medvirkede til at afgøre slaget. Efter slaget ved Königgrätz blev han fjernet fra sin post og stillet for en krigsret. Efter pres fra kejseren blev sagen imidlertid indstillet, og Benedek fik ordre til at tie om slaget. Nutidige historikere mener, at Benedek godt nok begik nogle fodfejl, men at nederlaget skyldtes ungarske officerer, som i modstrid med hans ordrer indledte et modangreb i skovene ved Svip og frembragte et hul i den østrigske front, hvorved de blev overrumplet af det "forsinkede" 1. preussiske garderegiment. Benedek var ganske godt informeret om de preussiske geværers overlegenhed, ikke mindst fordi lederen af det østrigske "Evidenzbüro" – militærets efterretningstjeneste – Georg von Kees var i hans stab. Derfor valgte han at placere de østrigske stillinger i områder med tæt skov som ved Svip, for at tvinge preusserne til nærkamp, hvor deres moderne geværer ikke var til særlig nytte. Denne taktik fungerede også ganske godt indtil det skæbnesvangre modangreb.
Indenrigspolitisk kom kejser Franz Joseph under pres. Monarkiet var svækket udenrigspolitisk og den 21. december 1867 blev ligestillingen med Ungarn og decemberforfatningen vedtaget i det østrigske rigsråd.

## Kuriosa

### Så hurtigt skyder preusserne ikke!
I de talrige historier, som fortælles om denne mindeværdige kamp mellem Preussen og Østrig optræder ofte sætningen: "So schnell schießen die Preußen nicht!" Dette skulle være en henvisning til de preussiske bagladegeværer, som gav en stor fordel, som dog ikke var afgørende for slagets eller krigens udgang.
Sebastian Haffner taler imod denne udlægning i sin bog Preußen ohne Legende:
| Citat | Talemåden … vedrører ikke hvor hurtigt de (preusserne) skød i kamp - da skød de endog meget hurtigt - men derimod, at de ikke havde så travlt med at skyde desertører … I Preussen blev de ganske vist pryglet halvt ihjel, men derefter blev de plejet til de var raske, så de igen kunne indtræde i tjenesten. Det var alt for værdifulde til at kunne skydes. Også her gjaldt preussisk sparsommelighed. | Citat |
|       | |       |

Under alle omstændigheder blev talemåden knyttet til slaget ved Königgrätz og den endelige preussiske sejr og opstigen til dominerende magt i tysk politik.
En anden fortolkning er, at der siden 1742 – efter fransk forbillede var indgraveret "Ultima ratio regis" "kongens sidste middel" – på alle preussiske kanoner, og det skulle i folkemunde være blevet til "Så hurtigt skyder preusserne ikke".

### Benedek, det fjols
Den østrigske kejser Franz Joseph skal, efter at han havde fået overbragt nyheden om slagets udgang, ganske ukejserligt have skældt ud over sin feltherre og sagt: "Benedek, det fjols!".
Generalen blev derefter afskediget i unåde.

### Fyrst Pückler sov under hele slaget
Wilhelm 1. gav tilladelse til, at den 80-årige fyrst Hermann von Pückler-Muskau sluttede sig til det kongelige følge. På dagen for slaget glemte man imidlertid at vække den gamle mand. Selv om han sov fra alle begivenhederne fik han senere en udmærkelse for sin deltagelse.

## Kunstnerisk modtagelse
Den preussiske militærmusiker Gottfried Piefke komponerede på slagmarken sin Königgrätzer Marsch (AM II, 197) til erindring om slaget. Marchen er fortsat en af de mest kendte tyske militærmarcher.

## Udmærkelser
Erindringskorset for den sejrende preussiske hær bærer indskriften: "Gott war mit uns ihm sei die Ehre" (Gud var med os, hans er æren), til Preussens sejrrige hær og Königgrätz 3. juli 1866.
Korset er af lys bronze med øsken, forhøjet kant og har ørn, kongekrone, monogram WR og laurbærkrans.